# Skillet
Skillet är ett amerikanskt, kristet rockband, bildat 1996 i Memphis, Tennessee. Bandet består av John Cooper (sång, basgitarr), Korey Cooper (gitarr, keyboard), Jen Ledger (trummor, bakgrundssång) och Seth Morrison (gitarr). De har släppt sju studioalbum, ett lovsångsalbum, tre EP-skivor, två livealbum, ett samlingsalbum och 48 singlar. Deras debutalbum var Skillet som släpptes 1996.

## Historia
Under 16 år har Skillet gjort musik i olika genrer, såsom alternativ rock, industriell rock och hårdrock. När bandet startade bestod det av John Cooper (sång, bas), Ken Steorts (gitarr) och Trey McClurkin (trummor). Tillsammans släppte de först albumet Skillet och två år senare albumet Hey You, I Love Your Soul. Debutalbumet blev inte så känt men populariteten ökade för varje album bandet släppte. 2000 släppte de albumet Invincible med Kevin Haaland som ny gitarrist. Under 2000 och 2001 byttes både trummisen Trey McClurkin och gitarristen Kevin Haaland ut mot Lori Peters respektive Ben Kasica. John Coopers fru, Korey Cooper, blev också medlem i bandet som gitarrist, keyboardist och backupsångare. Alien Youth (2001) blev deras första album tillsammans. Deras senare album, Collide (2004) och Comatose (2006) har blivit Grammy-nominerade. Innan de släppte livealbumet Comatose Comes Alive (2008) bytte de trummis till Jen Ledger. Den 14 februari 2011 lämnade Ben Kasica bandet, och han ersattes av Jonathan Salas 25 mars 2011. Jonathan Salas ersattes i sin tur av Seth Morrison.

### Tidiga år (1996–1999)
Skillet bildades 1996 av John Cooper, tidigare sångare i det progressiva rockbandet Seraph, och Ken Steorts, tidigare gitarrist i Urgent Cry. De båda banden träffades genom att de turnerade tillsammans, men båda banden upplöstes strax efter, så John och Kens pastor uppmuntrade dem att bilda ett eget band som ett sidoprojekt. De kom från olika stilar av rockmusik och bestämde sig för att kalla försöket Skillet . Trey McClurkin gick med i bandet som trummis. Skillet hade bara varit samlade i en månad innan det stora kristna skivbolaget Forefront Records intresserades av deras musik. 
År 1996 släppte de ett självbetitlad debutalbum, Skillet. Albumet blev väl mottaget och trion fortsatte att skriva nytt material medan de turnerade i USA. Skillet spelade in sitt uppföljaralbum under hela 1997, det fick titeln Hey You, I Love Your Soul och släpptes i april 1998.
Ett ämne som kommer upp ofta bland fansen och bandmedlemmarna själva är namnet "Skillet". John Cooper säger att det först var ett skämt. Varje bandmedlem var redan verksam i ett eget band när de bestämde sig för att starta ett sidoprojekt tillsammans. Eftersom varje band hade ett annat ljud och en annan stil skulle sidoprojektets stil vara som att sätta alla dessa stilar i en stor stekpanna att komma med något unikt. Därav bandnamnet "Skillet" (som betyder stekpanna). Namnet är fortfarande något av ett skämt mellan bandmedlemmarna, särskilt John Cooper, som säger att han fortfarande inte gillar namnet.

### Invincible,Ardent WorshipochAlien Youth(2000–2002)
Strax innan bandet började spela in för deras tredje album, Invincible, lämnade Ken Steorts bandet för att vara med sin familj, och Kevin Haaland gick med i bandet som ny gitarrist. John Coopers fru, Korey Cooper, gick med i bandet permanent och spelade keyboard i inspelningen av Invincible. På grund av denna medlemsförändring, blev den musikaliska stilen på Invincible ändrad till en mer elektronisk stil. Strax efter utgivningen av Invincible i början av 2000, slutade Trey McClurkin som trummis och ersattes av Lori Peters.
Bandet släppte sitt första lovsångsalbum, och fjärde album totalt, Ardent Worship hösten 2000. 
På deras nästa album, Alien Youth, höll de kvar mycket av sina ljud från Invincible. Albumet släpptes den 28 augusti 2001. Innan albumet släpptes lämnade Kevin Haaland bandet som gitarrist och Ben Kasica tog över.

### Collide(2003–2005)
År 2003 släpptes albumet Collide av Ardent Records. Det uppmärksammades av Andy Karp, chefen för A & R på Lava Records. 2004 köptes rättigheterna på Collide av Lava records som är en del av Atlantic Records. Den 25 maj 2004, gavs Collide ut igen av Lava Records, med ett extra spår, "Open Wounds". Collide blev ännu ett musikaliskt skift för bandet.

### Comatose(2006–2008)
Skillet's sjunde album, Comatose, släpptes den 3 oktober 2006. Albumet innehåller singlarna "Rebirthing", "Whispers in the Dark", "Comatose", "The Older I Get" "Those Nights" och "The Last Night". Albumet debuterade på # 55 på Billboard 200 och # 4 på den amerikanska topplistan för kristna album.
I januari 2008 meddelade Skillet att deras trummis, Lori Peters, går i pension från bandet. Peters sista konsert med Skillet var den 31 december 2007. Under julen 2007, tog hon sig tid att träna Skillets nästa trummis, Jen Ledger.
Den 21 oktober 2008 släpptes Comatose Comes Alive, en CD/DVD med liveinspelningar från bandets konsert i Chattanooga, Tennessee den 9 maj 2008. Den visades på Gospel Music Channel den 5 december 2008. Comatose Comes Alive hade även en B-sida med "Live Free or Let Me Die" som singel och fem nedladdningsbara akustiska låtar.
Comatose sålde guld 3 november 2009.

### Awake(2009–)
Skillets åttonde och senaste studioalbum är Awake . Albumet innehåller tolv låtar och släpptes den 25 augusti 2009. Det låg # 2 på Billboard Top 200 och sålde runt 68 000 enheter under första veckan. Awake sålde guld 2 juli 2010. "Monster" släpptes som singel 14 juli 2009 och "Hero" i mars 2010. John Cooper sade, tvärtemot vad många tror, att "Monster" är främsta singeln från skivan och inte "Hero". De har även släppt en deluxe-version med extra låtarna "Dead Inside", "Would It Matter" och den ursprungliga radioversionen av "Monster" som inte har det förvrängda morrandet som i singeln och CD:n. En remix på "Monster" fanns med på deras podcast. Under första veckan i april 2010 släpptes Monster till Rock Band Music Store i Rock Band 2. "Monster" sålde guld 13 november 2010. Låtar från Awake används bland annat i World Wrestling Entertainment.
Den 18 februari 2010 nominerades Skillet till sex Dove Awards vid den årliga GMA Dove Awards-ceremonin. Under 2010 släppte Ardent Records The Early Years, en samling av deras låtar från 1996 till 2001. Den 12 november släpptes Skillet en Itunes-session EP som består av låtar från Comatose och Awake.
Den 14 februari 2011 meddelade Skillet officiellt att gitarristen Ben Kasica kommer att lämna bandet. Kasica gitarrist för bandet i 10 år, och bidrog till albumen Alien Youth, Collide, Comatose och Awake samt livealbumet Comatose Comes Alive. Han spelade sin sista konsert med bandet den 20 mars. Bandet meddelade att de hade valt Jonathan Salas till ny gitarrist, han debuterade i en konsert den 25 mars 2011. Jonathan byttes senare ut mot Seth Morrison.
Den 2 mars 2011, presenterade Skillet remix-EP-albumet Awake och Remixed EP. John Cooper säger att idén föddes när Korey Cooper och Ben Kasica remixade låten Monster för sin populära podcast. EP:n släpptes den 22 mars.

## Bandmedlemmar

### Nuvarande medlemmar
- John Cooper – sång, basgitarr, akustisk gitarr (1996– ), keyboard (1996–1999)
- Korey Cooper – gitarr, keybord (2001– )
- Jen Ledger – trummor, bakgrundssång – (2008– )
- Seth Morrison – sologitarr (2011– )

### Tidigare medlemmar
- Ken Steorts – sologitarr, rytmgitarr (1996–1999)
- Kevin Haaland – sologitarr (1999–2001)
- Trey McClurkin (trummor, backupsång) 1996–2000
- Lori Peters – trummor (2000–2008)
- Ben Kasica – sologitarr (2001–2011)
- Jonathan Salas – sologitarr (2011)

### Nuvarande turnerande medlemmar
- Tate Olsen – cello (2008– )
- Lacey Sturm – sång (2019– )
- Jarob Bramlett – trummor (2019– )

### Tidigare turnerande medlemmar / studiomusiker
- Billy Dawson – rytmgitarr, sologitarr (2000)
- Chris Marvin – rytmgitarr, sologitarr, bakgrundssång (2002–2003, 2005–2006)
- Faith Stern – keyboard, bakgrundssång (2002–2003)
- Andrea Winchell – keyboard (2005–2006)
- Scotty Rock – basgitarr (2009–2011)
- Jonathan Chu – violin (2008–2016)
- Drew Griffin – violin (2017)

## Diskografi

### Album
- 1996 – Skillet
- 1998 – Hey you, I love your Soul
- 2000 – Invincible
- 2000 – Ardent Worship
- 2001 – Alien Youth
- 2003 – Collide
- 2006 – Comatose
- 2008 – Comatose Comes Alive
- 2009 – Awake

- 2013  – Rise[21]
- 2016  – Unleashed[21]
- 2019 – Victorious